# 토미 이매뉴얼
윌리엄 토머스 "토미" 이매뉴얼(영어: William Thomas "Tommy" Emmanuel, AM, 1955년 5월 31일 ~ )은 오스트레일리아의 핑거스타일 기타리스트이다. 잡지 《Guitar Player》의 2008년 5월과 2010년 이슈에서, 독자 투표를 통해 〈Best Acoustic Guitarist in the World〉로 선정되었다.

## 서훈
- 2010년 오스트레일리아 훈장 구성원(AM)